# 야키소바빵
야키소바빵(일본어: 焼きそばパン 야키소바판[*])은 쿠페빵 (핫도그빵) 사이에 야키소바를 끼운 빵을 가리킨다.
그 기원에 대해서는 여러 가지 설이 있으나, 가장 유력한 설로는 도쿄 아라카와구 미나미센주에 있었던 '노자와야' (野澤屋)라는 가게에서 유래했다는 것이다. 때는 1950년대, 야키소바와 쿠페빵을 동시에 팔았던 이 가게는 손님에게 "번거로워서 끼워드렸다"며 빵 속에 야키소바를 담아 건넨 일이 널리 퍼지게 되었다는 것이다.

## 만드는 법과 양상
쿠페빵 상단에 빵과 평행 방향으로 칼집을 한차례 넣고, 그 틈새를 벌려 거기에 야키소바를 끼워 먹으면 된다. 이때 야키소바 소스의 수분이 빵에 스며들어 식감이 떨어지는 것을 막기 위해 칼집을 넣은 표면에 미리 버터나 마가린을 발라두는 경우도 있다. 또 생강절임이나 마요네즈, 파래, 파슬리 등을 살짝 뿌려먹기도 한다. 야키소바면의 굵기는 가게와 지역에 따라 좀 다르다. 양념된 조미료의 차이라든지 소스의 농도, 야키소바의 기본 재료인 양배추도 같이 들어가는지의 유무 역시 가게마다 다르다.
빵이 질척해지는 걸 막기 위해서나 보존 문제로 인해 야키소바면을 수분이 비교적 적은 종류로 쓰는 경우가 많다. 그래서 야키소바면이 꼬실꼬실한 상태라 빵에서 흘러나오기 쉽다. 그렇기 때문에 일본 슈퍼에서나 가게에서는 야키소바빵을 랩으로 단단히 감은 뒤 일렬로 배치해둔 경우가 많으며, 이중 포장을 하기도 한다.
일본의 고등학교 구내 매점에서도 야키소바빵을 판매하는데 상당한 인기가 있다. 그 이유는 양념맛이 진해 학생들의 입맛에 맞는 것도 있지만, 들어가는 재료가 그리 비싸지 않아서 가격이 상대적으로 저렴하고, 어디 제대로 앉아먹을 필요도 식기가 있어야 할 필요도 없는 것이기 때문이다. 그래서 일본의 드라마, 만화, 게임 작품에서 학교를 배경으로 한 것은 작중 학생들의 식생활과 구내매점의 아이콘으로 자주 등장하며, 매점 등에서 야키소바빵을 쟁탈하려는 이야기도 자주 다뤄진다. 물론 학생들 이외에 나머지 세대도 즐겨 먹는 빵이며, 빵가게에서 흔히 찾아볼 수 있다.
야키소바빵에 야키소바 말고 나폴리탄 스파게티, 스파게티 샐러드 등 파스타 요리를 대신 끼워 넣은 종류도 있다. 또 야끼소바 소스와 함께 고로케, 하무카쓰, 감자 샐러드, 옥수수, 소시지, 닭튀김 등과 함께 낸 것도 있다.

## 같이 보기
- 샌드위치 목록